# Classificação filogenética

Exemplo de árvore filogenética, a Árvore filogenética da Vida.

Classificações filogenéticas pretendem traduzir a posição de cada organismo em relação aos seus antepassados, bem como as relações genéticas entre os diferentes organismos atuais.
O mundo vivo é constituído por uma enorme variedade de organismos. Para estudar e compreender tamanha variedade (de fauna e flora), foi necessário agrupar os organismos de acordo com as suas características comuns, ou seja, classificá-los. A sede de classificar os seres vivos é partilhada por cientistas e não cientistas . Uma característica inerente ao ser humano é a tendência de reunir em grupos os objetos ou seres que apresentam características semelhantes. 
Classificações são sistemas de nomes organizados para mostrar as relações entre as entidades nomeadas. Os nomes derivam seu significado a partir da intenção das pessoas que estão tentando se comunicar. Classificações biológicas são usadas para transmitir ideias de relações entre os organismos . Dessa forma, classificações filogenéticas são classificações biológicas que atendam o mínimo critério de ser um sistema de nomes que implicam relações que são logicamente consistentes com a árvore filogenética a referente classificação. Qualquer classificação filogenética é capaz de informar ao leitor o conhecimento atual sobre as relações de parentesco entre os membros de um grupo.
Deve-se adotar uma única classificação que possa servir como sistema geral de referência. Um sistema classificativo viável tem de compreender uma hierarquia em que grupos são totalmente integrados dentro de grupos compósitos mais amplos, sem que haja sobreposição. A espécie humana, por exemplo, é membro da ordem dos primatas, que está contida na classe dos mamíferos, etc .  As classificações filogenéticas se mostram mais úteis para esses propósitos. Quando se toma apenas uma única característica para fazer uma classificação, constróem-se táxons que podem não refletir a evolução dos de mais caracteres. Por outro lado, uma vez que os caracteres se originam dentro da filogênese, todos os caracteres em princípio podem ser compreendidos com o conhecimento da filogenia dos grupos .

## Algumas características da Classificação filogenética
As diferenças entre classificações filogenéticas dos mesmos organismos podem vir de duas fontes. Em primeiro lugar, classificações filogenéticas podem ser diferentes porque eles adotam convenções diferentes para relações mostrando, por exemplo, uma classificação que nomeia cada ramo, em comparação com uma classificação que usa uma convenção listagem. Segundo, eles podem ser diferentes, porque a filogenia de referência é diferente .
Quando uma espécie se ramifica durante a evolução, geralmente forma duas espécies descendentes, chamadas espécies irmãs, as quais são classificadas juntas na classificação filogenética (ou cladística). A hierarquia filogenética existe independentemente dos métodos que usamos para descobri-la, e é única e inequívoca quanto a forma .
A principal evidência para relações filogenéticas provém de um tipo especial de característica, chamadas homologias derivadas. Os caracteres podem ser distinguidos em homoplasias (caráter compartilhado por duas ou mais espécies que não estava no ancestral comum a elas) e homologias (caráter compartilhados por duas ou mais espécies que estava presente no ancestral  comum a elas)  e estas em homologias derivadas e ancestrais. Apenas as homologias derivadas indicam relações filogenéticas e a classificação cladística é baseada em caracteres homólogos derivados, e não em homoplasias e homologias ancestrais. 
Uma homologia que está presente no ancestral comum de todo o grupo de espécies sob estudos é um homologia ancestral. Por outro lado, uma homologia derivada são características que evoluíram dentro do grupo de espécies sob estudo, após o ancestral comum e informa-nos algo sobre a filogenia, sendo então evidências confiáveis. A homologia ancestral é inútil para a determinação de uma relação filogenética dentro do grupo, podendo levar a confusões.

## Métodos de classificação
Em biologia, são usados principalmente dois métodos para classificar as espécies em grupos: os métodos fenéticos e os métodos filogenéticos.
No princípio fenético nada é preciso saber sobre evolução para se classificar as espécies, já que este método agrupa as espécies com base na sua semelhança quanto a atributos fenéticos observáveis . Esse esquema de classificação depende da análise de similaridade.
O princípio filogenético, entretanto, como dito acima, é evolutivo. Sendo assim, apenas as entidades que tem relações evolutivas podem ser classificadas filogeneticamente. O princípio filogenético classifica as espécies de acordo com a recentidade com que elas compartilham um ancestral comum. Quanto mais distante for o ancestral comum a duas espécies, maior será a distância entre as classificações de seus respectivos agrupamentos .

## Histórico

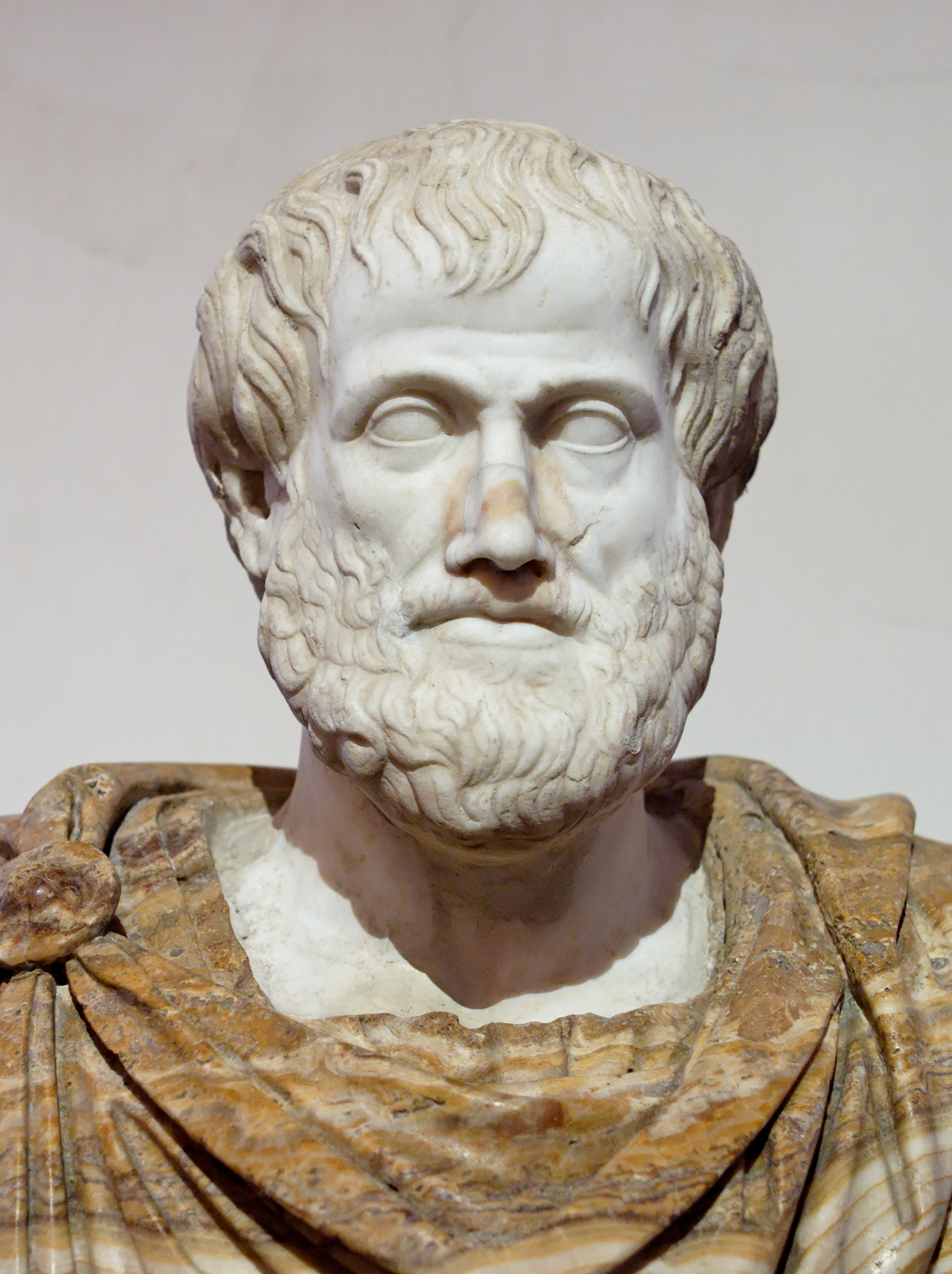
Busto de Aristóteles.

No tempo de Aristóteles, um dos primeiros naturalistas a considerar a classificação dos animais, eram conhecidas cerca de mil espécies, das quais 450 eram animais.
Com os Descobrimentos (século XVII) houve um enorme aumento do número de espécies conhecidas. A partir daí, com a facilidade de contato, livros, museus, jardins botânicos, no século XIX já eram conhecidas 1.293.000 espécies e atualmente estima-se em cerca de 10.000.000, das quais apenas 15% se encontram devidamente descritas.
A partir de 1920, com a descoberta da teoria da hereditariedade cromossômica, os microscópios eletrônicos, etc., surge a sistemática, uma nova ciência, que faz a classificação usando todos os novos dados, não se limitando à morfologia . Sendo assim, o esforço de denominar e classificar as espécies é chamado sistemática .
Nos anos 60 passou a recorrer-se, também, à bioquímica para determinar as relações filogenéticas, sendo, atualmente, a genética molecular uma das principais bases da classificação de organismos .
O objetivo principal da moderna taxonomia é produzir um sistema de classificações que relacione as espécies semelhantes e originárias de um ancestral comum .
O sistema de classificação biológica amplamente usado hoje deriva de um sistema desenvolvido pelo biólogo sueco Carolus Linnaeus e tem sido usado desde meados do século XVIII. O sistema de Linnaeus, referido como nomenclatura binomial, permite a cientistas ao redor do mundo referir de forma não-ambígua aos mesmos organismos pelos mesmos nomes.
Carolus Linnaeus em 1758 publicou “Systema Naturae”, um depósito de informações e sistema geral de referências. Possuía dois sistemas de classificação: o Sistema de táxons, onde o agrupamento de táxons era com base em semelhanças compartilhadas; e o Sistema de categorias que indica o nível hierárquico em que certos táxons são classificados. Nível hierárquico é uma estrutura sistemática para classificações biológicas formada por uma sequência de classes (ou conjuntos) em  níveis diferentes, em que cada classe exceto a mais baixa inclui uma ou mais classes subordinadas .

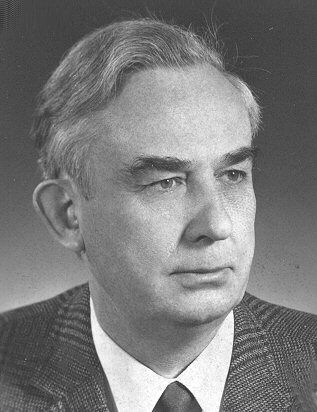
Foto do zoólogo alemão Willi Hennig, feita por seu filho Gerd Hennig.

Foi deixada para o entomologista alemão Willi Hennig (1966) para codificar a distinção fundamental entre monofilético e grupos parafiléticos e, assim, distinguir claramente entre grupos sociais artificial (aqueles polifilético e parafilético) e natural (aqueles monofilético). Uma contribuição de imensa importância de Henning foi a elaboração de um método de reconstrução de parentesco entre espécies e grupos de espécies. Henning diz que todos os táxons da classificação devem ser monofiléticos e todas as informações entre grupos-imãos devem estar expressas. A classificação filogenética é defendida por Hennig .
Antes da Segunda Guerra Mundial, Hennig começou a desenvolver o que viria a ser conhecido como sistemática filogenética. Hennig absorveu a influência dos trabalhadores, tais como Haeckel, Zimmerman, e Neaf, e em verdade, ele não foi o primeiro a defender muitas das ideias que formam agora a base para a abordagem sistemática. De acordo com a análise de Richter e Meier(1994), o monofiletismo estrito era central para Hennig (1950), mas também realizou uma cuidadosa distinção entre apomorfia e plesiomorfia,  enquanto o termo parafilia não foi adotado até um manuscrito de 1960. Willmann (2003) fornece uma outra análise do histórico contexto das ideias que levaram à Hennig o desenvolvimento do que hoje conhecemos como sistemática filogenética. Nem todas as ideias de Hennig desempenham um papel central em como a disciplina é praticada hoje.  Ele, no entanto, delineava um programa coerente de filosofia sistemática e da investigação e o seu trabalho foi fundamental para o sucesso final da disciplina. Sua primeira síntese, Grundzüeiner Theorie der Phylogenetischen Systematik , descreveu os objetivos básicos, e sua posterior em Inglês – Phylogenetic systematics  continha cinco ideias básicas que começou uma grande revolução em sistemática:
1. As relações que fornecem a coesão dos organismos vivos e extintos são relacionamentos genealógicos (descendência).
2. Essas relações existem para os indivíduos dentro de populações, populações dentro espécies e entre espécies próprias.
3. Todos os outros tipos de relações (por exemplo,ecologia, similaridade) têm relevância máxima quando compreendida dentro do contexto de descendência genealógica.
4. A descendência genealógica entre as espécies pode ser recuperado procurando caracteres específicos (inovações evolucionárias, sinapomorfias) que documentam essas relações. Além disso, nem todos as semelhanças que surgem através descendência são igualmente aplicáveis a descobrir relações particulares, alguns são aplicáveis a um nível de investigação, enquanto outros são aplicáveis em diferentes níveis de investigação.
5. Das muitas maneiras possíveis de sistema de classificação de organismos , a melhor referência geral é aquele que reflete exatamente as relações genealógicas das espécies classificadas.

## Tipos de Classificações Filogenéticas
No sistema de classificações filogenéticas todos os táxons devem corresponder a grupos monofiléticos, ou seja, os taxa contenha um ancestral e todos os descendentes desse ancestral e nenhum outro organismo. Isso confere um significado muito particular a essas classificações. Quando os táxons são monofiléticos, eles correspondem a entidades históricas que são descobertas, e não inventadas. A partir daí o sistemata tem a tarefa de obter cladogramas e se cria um sistema de nomes que reflita a filogenia em todos os níveis.
Há duas maneiras diferentes de representar o conhecimento das relações de parentesco em classificações filogenéticas: por Subordinação e por Sequenciação.

### Subordinação

Alguns níveis da estrutura hierárquica da classificação usada em biologia.

Nesse método, grupos de níveis hierárquicos subordinados diferentes  possuem   sempre categorias taxonômicas de nível menor que aquela do grupo mais abrangente.  Todos os grupos monofiléticos do cladograma têm um nome próprio e estão representados na classificação. Além disso, táxons-irmãos possuem a mesma categoria taxonômica.
A primeira das vantagens do método de subordinação é que todos os táxons do cladograma recebem um nome próprio. Além disso, ao menos dentro de grupos sucessivamente inclusivos, as categorias taxonômicas são usadas de maneira comparável, isto é, grupos irmãos têm a mesma categoria.
A subordinação, por outro lado, tem desvantagens consideráveis. A primeira delas é que a classificação de grupos muito grandes exige um número imenso de novas categorias para que todos os níveis da filogenia sejam representados. A segunda desvantagem é que a descoberta de novos táxons terminais não apenas gera a necessidade de introduzir também novos táxons inclusivos, como também faz com que todas as categorias associadas aos táxons subordinados abaixo desse nível sejam modificadas. A terceira é que o método resulta em grande número de nomes redundantes. Finalmente, o método de subordinação não soluciona o problema da ausência de significado das categorias lineanas, que continuam sendo utilizadas.

### Sequenciação
No método de sequenciação, diversamente, alguns grupos monofiléticos que incluem táxons terminais sucessivos em uma filogenia permanecem sem denominação e ramos laterais sucessivos são associados à mesma categoria taxonômica. Ou seja, em um ramo de um cladograma com uma série de eventos, quando há ramos menores (“ramos laterais”) em níveis sucessivos, cada um dos sucessivos ramos laterais recebe a mesma categoria taxonômica.
Dentre as vantagens a que se destaca é que com um número relativamente pequeno de categorias e de nome de táxons, se possa fazer a classificação de grupos muito grandes. Além desta, se verifica também outras vantagens como: o número de nomes redundantes é relativamente menor; é possível conservar a maior parte dos nomes e categorias associadas das classificações tradicionais, o que implica uma economia de esforço de memorização de novas classificações; o pequeno número de novas categorias necessárias; e a introdução de novos ramos em uma filogenia demanda um número pequeno de alterações em uma classificação por sequenciação preexistente.
Porém, no método de sequenciação também são observadas desvantagens que são as seguintes: (1) as categorias taxonômicas continuam não tendo significado evolutivo; (2) a mesma categoria não é aplicada a grupos-irmãos e, para os táxons de um mesmo grupo, ela pode ser aplicada a níveis muito distintos; (3) sem o uso de outros recursos, um número grande de táxons inclusivos permanece sem nome nas classificações, criando transtornos para nos referirmos a ele; e (4) não é possível, sem lançar mão de artifícios, indicar na classificação que há politomias na filogenia.
Wiley em 1979, sugeriu uma solução para saber quando uma sequência  de nomes de táxons representa ramos laterais sucessivos ou uma politomia, propondo que se acrescentasse a expressão “sedis mutabilis” ao nome de cada táxon da politomia. 
Ambas as classificações são logicamente consistente e totalmente informativas da árvore, e só existem duas regras para classificação filogenética a ser denominado:
1. Taxa classificados sem qualificação são grupos ou espécies monofiléticos.[11]
2. A classificação deve ser logicamente consistente com a filogenia, e as convenções adotadas devem revelar as relações genealógicas entre os grupos e espécies classificados.[1]

A existência de vantagens e desvantagens nos procedimentos de sequenciação e subordinação não modifica sua função mais importante: os dois procedimentos preenchem os requisitos fundamentais das classificações filogenéticas, de transmitir ao leitor o conhecimento da diversidade biológica junto com a informação filogenética.  Considerando as dificuldades envolvidas, talvez as classificações biológicas sejam um dos mais bem sucedidos sistemas de classificação já produzidos pelos seres humanos. Muitas das limitações citadas acima não são próprias de classificações filogenéticas, mas do próprio sistema lineano de categorias.

## Limitações das classificações filogenéticas
Quando se  obtém  uma  filogenia  para  um  grupo,  é  necessário  transformá-la,  para  fins  de  comunicação,  em  uma  classificação  que  a  reflita  de  modo  integral.  Este  é  um  dos  pontos  mais  importantes  para  a  sistemática  filogenética  e  também  um  dos  pontos  de  maior  disputa  entre  as  escolas  de  sistemática .  As  razões  da  escolha  da  filogenia  como  base  da  classificação  já  foram  discutidas  por  vários  autores  nos  últimos  anos,  sendo  a  principal  argumentação  a  de  que  todos  os  tipos  de  relações  entre  os  organismos  podem  ser  representados  e  compreendidos  por  meio  do  parentesco,  o  que justamente  a  torna  capaz  de  servir  como  um  "sistema  geral  de  referência" .  Nenhum  outro  tipo  particular  de  relação  tem  esta  propriedade.
O  sistema  hierárquico  lineano  tem  limitações  que  não  permitem  que  a classificação  expresse  por  si  só,  de  modo  claro,  aspectos  mais  complexos  das relações  de  parentesco.
Os  vários  tipos  de  classificações  por subordinação  têm  sido  menos  utilizados  nos últimos  anos,  principalmente  por  provocarem  um  incremento  muito  grande no  número  de  categorias  e  de  nomes  supérfluos,  tornando-as  de  memorização  e  comunicação  difíceis .  A  classificação  que  utiliza  os  métodos  de sequenciação  e  de  subordinação  conjugados  tem  sido  aceita  por  muitos  autores como  a  mais  apropriada  para  os  fins  a  que  se  propõe .  Contudo,  o  próprio  método  de sequenciação  tem  limitações  que,  adicionadas  aquelas  intrínsecas  ao  sistema lineano,  precisam  ser  superadas.

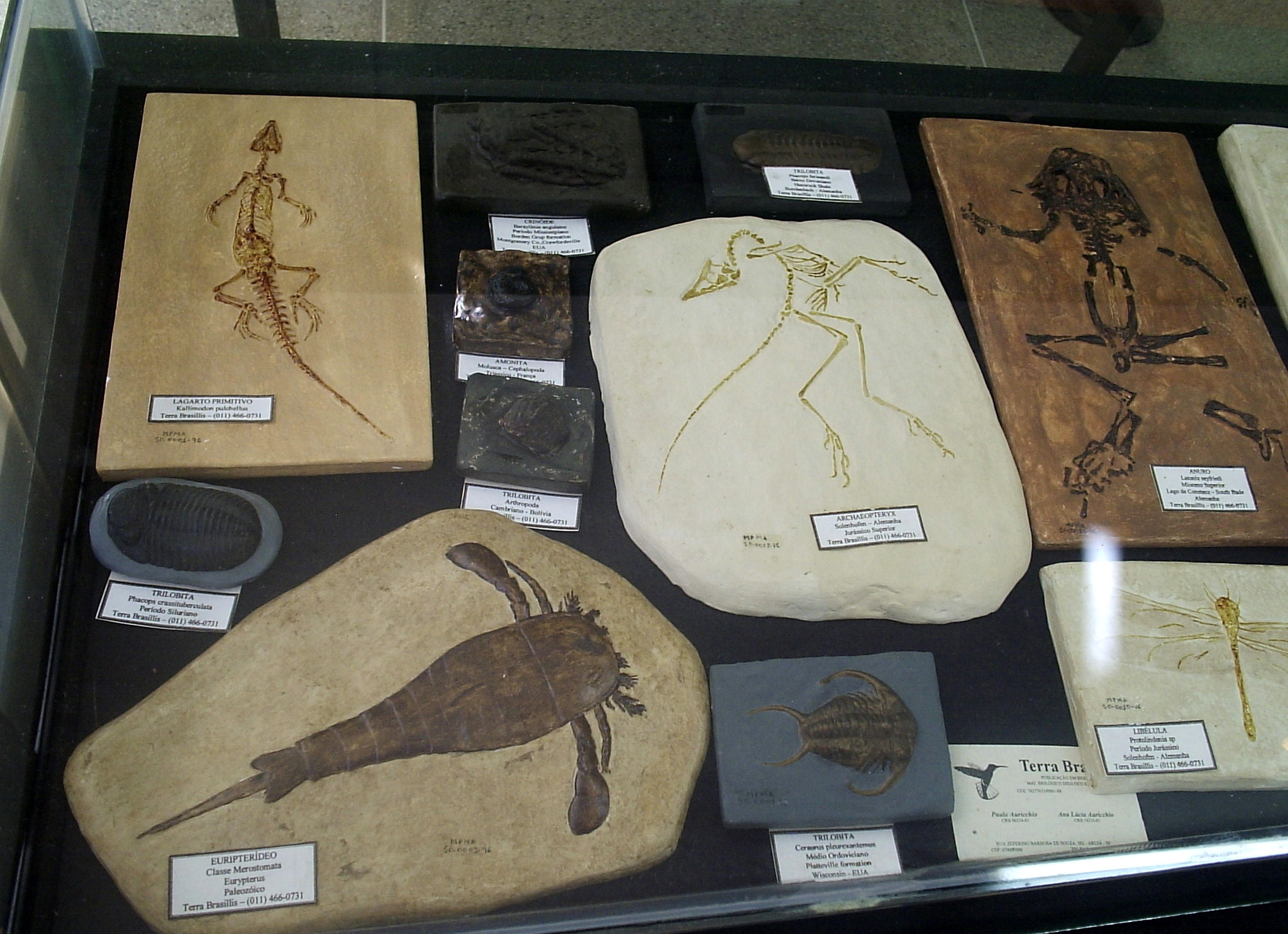
Fósseis de Vários Países - Crinoide - Amonita - Lagarto - Anuro - Triplobita - Euripterídeo - Libélula

Esses  problemas  são  discutidos  a  seguir.

### A  incorporação  de  fósseis  na  classificação,  junto  com  as  espécies  recentes
Uma das dificuldades na construção de um sistema único de classificação, refletindo todo o conhecimento disponível  sobre a diversidade, são os fósseis. Fósseis correspondem a organismos que viveram em tempo anterior ao recente e que tiveram partes preservadas ou deixaram indícios que são identificados atualmente. Esse fósseis são descritos da mesma forma que os grupos recentes. Propôs-se a utilização do prefixo "plésion" para fóssil, e "incertae sedis" para a inclusão de grupos (atuais ou fósseis) de posição incerta dentro da filogenia de um grupo maior. Patterson & Rosen (1977), foram quem propuseram a utilização do nome incertae sedis, a fim de evitar que ao  incluir um grupo em um táxon maior haja uma distorção nas relações de parentesco que a classificação filogenética expressa.

### Incorporação  da  espécie  ancestral  na  classificação
A  disputa  entre  as  escolas  filogenética  e  evolucionista  sobre  a  viabilidade de  reconhecer  o  ancestral  deixou  de  ser  tão  acirrada  quanto  o  foi  até  o  início da  década  passada,  quando  os  filogeneticistas  rejeitavam  a  metologia  de  análise  gradista  e  viam  com  extremo  pessimismo  esta  possibilidade .  A  discussão  que  sucedeu  esta,  sobre  como  incorporar  a espécie  ancestral  na  classificação,  é  um  indício  de  que  a  intransigência  inicial  deixou  de  existir,  embora poucos  tenham  admitido  explicitamente  este  fato.  Muitos  autores  se  mostraram cépticos  quanto  à  possibilidade  de  classificar  espécies  ancestrais  e  recentes conjuntamente .  Contudo  Wiley  (1979)  demonstrou  que  isso  é  exequível  na subordinação  com  o  uso  de  artifícios;  este  autor,  contudo,  concordou com Nelson  (1974)  que  o  método  da  seqüenciação  não  comporta  a  inclusão  da espécie  ancestral.  O  uso  do  "grupo  + ", é  uma alternativa  que  permite  solucionar  este  problema.

### Incerteza no cladograma quanto à  proximidade de três ou mais ramos entre  si
Na  classificação  por  sequenciação  três  nomes  seguidos  que   correspondam no  cladograma  a  uma  tricotomia  podem ser  tomados  como  uma simples  seqüência,  onde  o  primeiro  seria  o  grupo-irmão  dos  outros  dois,  a  menos  que  haja uma  indicação  explícita  (o  que  não  ocorre  na  subordinação).  Wiley propõe  que  três  ou  mais  táxons  de  uma  politomia  sejam  acompanhados  de " sedis   mutabilis " (como já dito acima)   indicando  que  qualquer   deles  poderá,  com  um  estudo  mais profundo e  com a obtenção  de novos  dados, ser  identificado  como o  grupo-irmão  do  restante.  Isto  é,  que  a  seqüência  apresentada   não  corresponde  necessariamente  à  sequência   de  divisões  e é  modificável.

### Na  classificação  por  sequenciação  um  número  considerável  de  grupos monofiléticos  fica  sem  nome
Quando  a  sequência  dos  nomes  dos  táxons  correspondentes  aos  ramos laterais  de  uma   filogenia  é  listada  no  método  da sequenciação,  os grupos-irmãos dos  sucessivos  ramos  laterais- ou  grupos  inclusivos - ficam sem  nome.  As  vezes,  esses  grupos  não são  de  maior  relevância.  Contudo,  numa  discussão  detalhada   da  filogenia,  analisando  cada   nível  de  universalidade,  fica muito  difícil  referir-se  a  eles  e  eventualmente  alguns  táxons  podem  corresponder  a  grupos   de  grande   importância  evolutiva,  taxonômica  e /ou  biogeográfica:  em qualquer   caso  a  ausência  de  nomes  é  por   muito  motivos  desinteressante.